# Хор на Сретенския манастир
Хорът при Московския Сретенски манастир (на руски: Хор Московского Сретенского Монастыря) е певчески състав, учреден едновременно с възникването на Сретенския манастир през 1397 г. Наречен е заедно с манастира на народно-църковния празник Сретение Господне.
В своята история хорът има прекъсвания на дейността си, поради преследванията на съветската власт в СССР, когато подлага на гонения и самата Руска православна църква. С възраждането на монашеския живот в Сретенския манастир в чест на Въведението на Владимирската икона на Божията Майка през 1993 г. хористите отново започват своето пеене. Братята монаси от манастира и енориашите, които са повече или по-малко способни да пеят, учениците на Сретенската духовна семинария и Московските духовни училища са първите хористи в ансамбъла.
Никон Жила (р, 1976 г., Загорск), възпитаник на Руската музикална академия, израства в хора на отец Матей в лаврския хор от детството си и от 2005 г. става постоянен художествен ръководител и диригент (регент) на хора. Той е Заслужил артист на Русия (2010). По това време Никон Жила и певците от хора на Сретенския манастир не са монаси.
Мъжкият хор „Сретенски“, с диригент Андрей Полторухин, многократно е изпълнявал пред слушатели от различни страни. Концертните му програми са представяни в най-добрите зали в повече от 45 страни по света. Хорът изпълнява химна на Русия на церемонията по откриването на Зимните олимпийски игри в Сочи.

## Гастроли
Посветено на обединението на Руската православна църква хорът прави световно турне през 2007 г. Изпълненията се провеждат в най-добрите концертни зали в Ню Йорк, Вашингтон, Бостън, Торонто, Мелбърн, Сидни, Берлин и Лондон. През слеващата 2008 г., като част от мисията на Руската православна църква, хорът се включва в „Дните на Русия в Латинска Америка“ и се изявява в Коста Рика, Хавана, Рио де Жанейро, Сао Пауло, Буенос Айрес и Асунсион. На 6 октомври 2012 г. хорът на московския Сретенски манастир представя Света Божествената литургия в катедралалната църква „Св. Никола“ на Православната църква на Америка, а вечерта поднася концерт в библиотеката на Конгреса на САЩ, представяйки уникални песнопения, казашки, народни песни и руски романси от XX век. Концертите на мъжкия хор на Московския Сретенски манастир през 2016 г. започват с Божествена света литургия в новопостроения храм на равноапостолния княз Владимир в Бишкек.

## Дискография
| Вижу Чудное Приволе                                                                | Сретенский монастырь                                                 | 2002     |
| Всенощное бдение                                                                   | Хор Московского Сретенского монастыря                                | 2003     |
| Великий пост и страстная седмица                                                   | Хор Московского Сретенского монастыря                                | 2004     |
| Любимые песни. Подарок для друзей                                                  | Сретенский монастырь                                                 | 2006     |
| Кто ны разлучит от любве Божия. Песнопения Новомученикам и Исповедникам Российским | Сретенский монастырь                                                 | 2006     |
| Божественная литургия                                                              | Хор Московского Сретенского монастыря                                | 2007     |
| Светлое Христово Воскресение. Пасхальная Утреня                                    | Сретенский монастырь                                                 | 2007     |
| О, дивное чудо! Древо жизни над Русью воздвизается... К 1020-летию Крещения Руси   | Сретенский монастырь                                                 | 2008     |
| Любимые песни. Второй сборник                                                      | Сретенский монастырь                                                 | 2009     |
| Всенощное Бдение. Избранные Песнопения                                             |                                                                      | 2010     |
| Любимые песни. Третий сборник                                                      | Сретенский монастырь                                                 | 2017     |
| Песни Великой Победы                                                               | Сретенский монастырь                                                 | 2020     |
| Божєствєннаѧ Литӧргиѧ                                                              | Псково-Печєрскій Успєнскій Монастырь Московскій Срєтєнскій Монастырь | без дата |